# Laura Felber
Laura Felber (Ginevra, 17 agosto 2001) è una calciatrice svizzera, difensore del Servette Chênois e della nazionale svizzera.

## Carriera

### Club
Felber si avvicina al calcio fin dalla giovanissima età, tesserandosi con il Compesières, club di La Croix-de-Rozon, località nel Comune di Bardonnex, nel 2010, indossando la maglia del club del Canton Ginevra fino al 2017 giocando nelle sue squadre giovanili miste.
Nell'estate 2017 si trasferisce al neofondato Servette Chênois venendo aggregata alla prima squadra che disputa la Lega Nazionale B, secondo livello del campionato svizzero di categoria, debuttandovi il 2 settembre 2017 nell'incontro con il Thun Berner Oberl.. In quella prima stagione festeggia con le compagne la conquista del primo posto in campionato e la conseguente promozione in Lega Nazionale A.
Dopo un primo campionato di vertice chiuso con un lusinghiero quarto posto, dove Felber arriva stabilmente in prima squadra, il campionato 2019-2020 che vede la squadra di Chêne-Bourg contendere la vittoria allo Zurigo, il torneo viene interrotto, e mai ripreso, come misura di contenimento alla diffusione della pandemia di COVID-19 in Svizzera quando era in testa alla classifica, ma nonostante il titolo non fosse stato assegnato Felber e compagne accedono alla UEFA Women's Champions League per l'edizione successiva.

## Statistiche

### Cronologia presenze e reti in nazionale
| Cronologia completa delle presenze e delle reti in nazionale ― Svizzera | Cronologia completa delle presenze e delle reti in nazionale ― Svizzera | Cronologia completa delle presenze e delle reti in nazionale ― Svizzera | Cronologia completa delle presenze e delle reti in nazionale ― Svizzera | Cronologia completa delle presenze e delle reti in nazionale ― Svizzera | Cronologia completa delle presenze e delle reti in nazionale ― Svizzera | Cronologia completa delle presenze e delle reti in nazionale ― Svizzera | Cronologia completa delle presenze e delle reti in nazionale ― Svizzera |
| Data                                                                    | Città                                                                   | In casa                                                                 | Risultato                                                               | Ospiti                                                                  | Competizione                                                            | Reti                                                                    | Note                                                                    |
| ----------------------------------------------------------------------- | ----------------------------------------------------------------------- | ----------------------------------------------------------------------- | ----------------------------------------------------------------------- | ----------------------------------------------------------------------- | ----------------------------------------------------------------------- | ----------------------------------------------------------------------- | ----------------------------------------------------------------------- |
| 11-11-2022                                                              | Sciaffusa                                                               | Svizzera                                                                | 1 – 2                                                                   | Danimarca                                                               | Amichevole                                                              | -                                                                       | 46’                                                                     |
| 9-4-2024                                                                | Baku                                                                    | Azerbaigian                                                             | 0 – 4                                                                   | Svizzera                                                                | Qual. Euro 2025                                                         | -                                                                       | 76’                                                                     |
| Totale                                                                  |                                                                         | Presenze                                                                | 2                                                                       |                                                                         | Reti                                                                    | 0                                                                       |                                                                         |

## Palmarès
- Campionato svizzero di seconda divisione: 1

Servette Chênois: 2017-2018
- Campionato svizzero: 2

Servette Chênois: 2020-2021, 2023-2024
- Coppa Svizzera: 2

Servette Chênois: 2022-2023, 2023-2024